# Selisxi (Nóvgorod)
|  | Per a altres significats, vegeu «Selisxi». |

Selisxi (en rus: Селищи) és un poble de l'óblast de Nóvgorod, a Rússia, segons el cens del 2010 tenia 45 habitants.